# ツァッヒア (小惑星)
ツァッヒア (999 Zachia) は小惑星帯に位置する小惑星。1923年8月9日、ハイデルベルクのケーニッヒシュトゥール天文台でドイツの天文学者カール・ラインムートが発見した。
ケレスを再発見したドイツの天文学者、フランツ・フォン・ツァハ（Franz Xaver Freiherr von Zach, 1754年 - 1832年）に因んで命名された。